# Westernland (Schiff, 1917)
Die Westernland (II) war ein 1917 fertiggestelltes Dampfschiff, das zunächst als Frachtschiff eingesetzt und erst 1920 als Passagierschiff vollendet wurde. Es wurde von 1929 bis 1935 von der belgisch-amerikanischen Reederei Red Star Line betrieben, die 1935 der deutsche Reeder Arnold Bernstein übernahm und bis zu seiner Verhaftung als Red Star Linie GmbH Hamburg auf der alten Strecke betrieb. 1939 wurden die Westernland und die Pennland an die Holland-America Line verkauft.
Die Westernland diente ab 1940 in Falmouth als Unterkunft für die niederländische Exilregierung. 1942 kaufte die britische Regierung das Schiff, um es für verschiedene Zwecke einzusetzen. 1947 wurde das Schiff abgewrackt.

## Geschichte
Die 16.313 BRT große Westernland wurde 1917 in Glasgow auf einer Nebenstelle der Belfaster Schiffswerft Harland & Wolff gebaut. Der Dampfer lief am 29. April 1917 als Frachtschiff mit einem Schornstein, einem Mast und drei Propellern vom Stapel und wurde von der britischen Reederei Dominion Line unter dem Namen Regina verwendet. 1918/19 wurde das Schiff auch als Truppentransporter eingesetzt. Erst im August 1920 ging das Schiff an die Hauptwerft von Harland & Wolff in Belfast zurück, wo es zu einem Passagierschiff umgebaut wurde. Es wurden ein zweiter Schornstein, ein zweiter Mast sowie ein Promenadendeck und Unterkünfte für 600 Passagiere der Kabinenklasse und 1700 der Dritten Klasse hinzugefügt. Sie war nun fast mit der ebenfalls bei Harland & Wolff gebauten Pittsburgh (Bj. 1920) der American Line und der Doric (Bj. 1923) der White Star Line identisch.

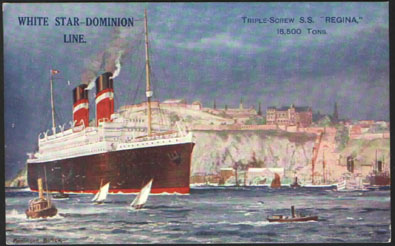
Die Westernland als Regina in den Hausfarben der Dominion Line

Am 16. März 1922 lief das Schiff in Liverpool zu seiner ersten Fahrt nach Halifax (Kanada) und Portland (US-Bundesstaat Maine) aus. Zu diesem Zeitpunkt war sie noch in den Farben der Dominion Line gestrichen, aber bei der Leyland Line registriert. Diese Reedereien unterstanden alle J. P. Morgans Schifffahrtskonzern International Mercantile Marine Company (IMMC) und es war üblich, dass Schiffe untereinander ausgetauscht wurden.
Vom 29. April 1922 bis zum 6. November 1925 fuhr der Dampfer auf der Route Liverpool–Quebec–Montreal. Am 12. Dezember 1925 legte sie zu ihrer ersten Überfahrt von Liverpool über Halifax nach New York unter der Flagge der White Star Line ab. Sie wurde im selben Jahr in den Hausfarben der White Star Line angestrichen. Im Juni 1926 wurden die Passagierklassen Kabinen-, Touristen- und Dritte Klasse eingeführt. Am 1. November 1929 begann die letzte Fahrt für White Star auf der Route Liverpool–Belfast–Glasgow–Québec.

### Unter belgischer Flagge
Im Dezember 1929 wurde der Dampfer an die Red Star Line mit Sitz in Antwerpen verkauft. Er war weiterhin bei der Leyland Line registriert, in den White Star-Farben gestrichen und trug noch den Namen der Dominion Line (Regina). Im Darauf folgenden Jahr wurde das Schiff in Westernland umbenannt und bekam den Farbanstrich der Red Star Line. Am 10. Januar 1930 lief sie in Antwerpen zu ihrer ersten Fahrt für die neuen Eigner nach Southampton, Cherbourg und New York aus. Im Oktober 1933 wanderten Albert Einstein und seine Frau an Bord der Westernland in die Vereinigten Staaten aus. Die Westernland blieb während der gesamten Dienstzeit bei Red Star im Passagierverkehr von Antwerpen nach New York. Nach ihrer letzten Abfahrt auf dieser Strecke am 30. November 1934 wurde sie aufgelegt.

### Unter deutscher Flagge
Im Zuge der Weltwirtschaftskrise ging es für die Red Star Line zu Beginn der 1930er bergab. 1935 kaufte der deutsche Reeder und Geschäftsmann Arnold Bernstein das Unternehmen, das von da an unter dem Namen Red Star Linie GmbH Hamburg agierte. Die Westernland wurde in ein Einklassenschiff für 486 Reisende der Touristenklasse umgerüstet und dampfte ab dem 29. März 1935 wieder von Antwerpen über Southampton nach New York. Am 6. Mai 1939 erfolgte die letzte Atlantiküberquerung für die Red Star Line. 

### Unter niederländische Flagge
Danach wurde das Schiff an die Holland-America Line verkauft, für die es ab Juni 1939 wieder zwischen Antwerpen, Southampton und New York pendelte. Am 10. April 1940 lief die Westernland zu ihrer letzten Fahrt im Passagierverkehr aus. Danach diente sie in Falmouth als Unterkunft für die niederländische Exilregierung. 

### Wieder unter britischer Flagge
Ab Juni 1940 wurde das Schiff als Truppentransporter eingesetzt. Im November 1942 kaufte die britische Admiralität die Westernland an, um sie in ein Depotschiff für Zerstörer umzubauen. Dieser Plan wurde aber aufgegeben. 
1945 wurde die Westernland wieder der nun mit Cunard verschmolzenen White Star Line übergeben. Pläne, sie erneut als Passagierschiff zu nutzen, wurden aufgrund ihres Alters fallen gelassen. 1946 wurde sie für die Verwendung als Walfang-Versorgungsschiff verkauft, aber auch dazu kam es nicht. 1947 wurde die Westernland schließlich in Blyth abgewrackt.